# Astrocaryum perangustatum
Espèce
Astrocaryum perangustatum est une espèce de palmiers à feuilles pennées.